# Léonce-Albert Van Peteghem
Léonce-Albert Van Peteghem, né le 7 octobre 1916 à Winkel-Sainte-Croix, en Flandre-Orientale, et mort le 7 janvier 2004 à Gand, est un prêtre belge, vingt-huitième évêque de Gand.

## Biographie
Ordonné prêtre le 18 août 1940, Léonce-Albert Van Peteghem est nommé par Paul VI pour succéder à Charles Calewaert comme évêque de Gand. Il reçoit le sacre épiscopal le 29 juin 1964. Van Peteghem demeure évêque de Gand jusqu'à sa retraite, en décembre 1991.